# Großer Chinesischer Maulwurf
Der Große Chinesische Maulwurf (Euroscaptor grandis) ist eine Säugetierart aus der Gattung der Südostasiatischen Maulwürfe innerhalb der Maulwürfe (Talpidae). Er lebt endemisch in China und kommt in Teilen der Provinzen Sichuan und Yunnan vor. Hier bewohnen die Tiere bewaldete Gebirgslandschaften. Es handelt sich um den größten Vertreter der Südostasiatischen Maulwürfe, der ansonsten im äußeren Erscheinungsbild mit diesen durch seinen langgestreckten Körper, den kurzen Hals und die grabschaufelartigen Vordergliedmaßen übereinstimmt. Über seine Lebensweise ist kaum etwas bekannt. Die Art wurde im Jahr 1940 wissenschaftlich eingeführt, die genauen Verwandtschaftsverhältnisse zu anderen Angehörigen der Gattung sind unbekannt. Der Bestand wird als nicht bedroht eingestuft.

## Merkmale

### Habitus
Der Große Chinesische Maulwurf erreicht eine Kopf-Rumpf-Länge von etwa 15,0 cm und eine Schwanzlänge von 1,0 cm. Er ist damit deutlich größer als andere Arten der Gattung, vor allem als der sympatrisch lebende Langnasen-Maulwurf (Euroscaptor longirostris). Äußerlich ähnelt er diesem, was durch den langgestreckten Körper, den kurzen Hals und die grabschaufelartigen Vordergliedmaßen angezeigt wird. Das Fell weist allerdings einen dunkelbraunen Farbton auf und ist nicht so schwarz wie beim Langnasen-Maulwurf. Der spärlich behaarte und kurze Schwanz wirkt keulenartig. Die Vorderfüße sind 2,3 cm lang und 1,5 cm breit, die entsprechenden Maße der Hinterfüße lauten 1,8 cm und 0,7 cm. Alle Werte beziehen sich auf das Holotyp-Exemplar.

### Schädel- und Gebissmerkmale
Anhand von vier gemessenen Schädeln beträgt die Länge 35,6 bis 37,1 mm, die größte Breite am Hirnschädel 17 mm. Auf Höhe der Augen zieht er auf rund 7,5 bis 8,0 mm Breite ein. Die Weite des Rostrums auf Höhe der Eckzähne liegt bei 5,0 bis 5,3 mm. Insgesamt ähnelt der Schädel dem der anderen Südostasiatischen Maulwürfe. Der Unterkiefer wird rund 23,0 bis 23,9 mm lang. Das Gebiss besteht aus 44 Zähnen mit folgender Zahnformel: {\displaystyle {\frac {3.1.4.3}{3.1.4.3}}}. Die obere Zahnreihe nimmt 14,5 bis 14,8 mm, die untere 13,7 bis 14,1 mm in Anspruch.

## Verbreitung und Lebensraum

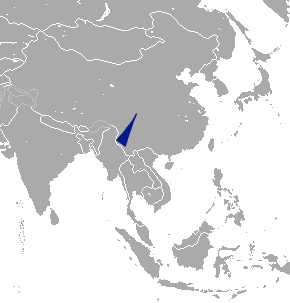
Verbreitungsgebiet des Großen Chinesischen Maulwurfs

Der Große Chinesische Maulwurf ist endemisch in China verbreitet und lebt im Zentrum der Provinz Sichuan und im Westen Yunnans. Vorkommen in Myanmar sind möglich, wurden jedoch wissenschaftlich nicht bestätigt. Die Höhenverbreitung liegt zwischen 1000 und 3000 m. Als bevorzugte Habitate dienen Wälder.

## Lebensweise
Über die Lebensweise des Großen Chinesischen Maulwurfs liegen so gut wie keine Informationen vor. Wahrscheinlich ähnelt sie der anderer Südostasiatischer Maulwürfe, was durch die im Erdreich grabenden Aktivitäten angezeigt wird.

## Systematik
Der Große Chinesische Maulwurf ist eine von zehn Arten aus der Gattung der Südostasiatischen Maulwürfen (Euroscaptor) innerhalb der Familie der Maulwürfe (Talpidae). Die Südostasiatischen Maulwürfe bilden außerdem gemeinsam mit anderen, überwiegend eurasisch verbreiteten Artengruppen ein Mitglied der Tribus der Eigentlichen Maulwürfe (Talpini), welche die zumeist grabenden Vertreter der Maulwürfe vereinen. Andere Mitglieder der Familie leben dagegen nur teilweise unterirdisch, bewegen sich oberirdisch fort oder sind an eine semi-aquatische Lebensweise angepasst. Es lassen sich innerhalb der Gattung molekulargenetischen Untersuchungen zufolge zwei Verwandtschaftsgruppen unterscheiden, die westliche longirostris-Gruppe um den Langnasen-Maulwurf (Euroscaptor longirostris) und die östliche parvidens-Gruppe um den Pakho-Maulwurf (Euroscaptor parvidens). Beide Linien trennten sich im Verlauf des Oberen Miozäns vor gut 10 bis 7 Millionen Jahren.
Die Art war 1940 von Gerrit S. Miller wissenschaftlich erstbeschrieben und von ihm vor allem aufgrund der Größe, sekundär auch der Schwanzform wegen, von anderen Vertretern der Südostasiatischen Maulwürfe unterschieden worden. Das dafür verwendete Holotyp-Exemplar, ein ausgewachsenes Weibchen, hatte D. C. Graham 1930 bei Leshan in der chinesischen Provinz Sichuan gesammelt. Graham selbst gab den Fundort mit dem Berg Emei Shan und einer Höhenlage um 1525 m an. im Rahmen der Erstbeschreibung verwies Miller den Großen Chinesischen Maulwurf in die von ihm gleichzeitig aufgestellte Gattung Euroscaptor. Ernst Schwarz vereinte im Jahr 1948 die südost- und ostasiatischen Maulwürfe mit den Eurasischen Maulwürfen (Talpa) und fasste alle Tiere der genannten Regionen zu einer Art zusammen. Diese benannte er mit Talpa micrura, eigentlich die Artbezeichnung für den Himalaya-Maulwurf (Euroscaptor micrurus). Innerhalb dieser Art wies er den Großen Chinesischen Maulwurf dem Langnasen-Maulwurf zu, wobei er ebenfalls den La-Touche-Maulwurf (Mogera latouchei) in die von ihm angedachte Unterart einschloss. Schwarz begründete die Vereinigung des Großen Chinesischen Maulwurfs mit dem Langnasen-Maulwurf unter anderem mit vier Individuen aus der Umgebung von Wenchuan im Norden Sichuans, die bezüglich ihrer Schädelmaße kaum vom Langnasen-Maulwurf abwichen.
Die Gattung Euroscaptor wird seit den 1980er Jahren wieder als eigenständig geführt, ebenso gilt der Große Chinesische Maulwurf als selbstständige Art. Seine genaue verwandtschaftliche Position ist indes unklar. Im Jahr 2016 ergaben genetische Analysen eines Individuums von der Typuslokalität der Art keine Unterschiede zum Langnasen-Maulwurf, was auch mit den morphometrischen Werten des untersuchten Tieres übereinstimmt. Die Autoren der Studie, Jelena Dmitrijewna Semlemerowa und Kollegen, gehen daher davon aus, dass der Große Chinesische Maulwurf entweder identisch mit dem Langnasen-Maulwurf ist oder aber eine Verwechslung des Typusfundortes vorliegt, da es bisher keine Hinweise darauf gibt, dass einige Vertreter der Gattung Euroscaptor sympatrisch zueinander vorkommen. Zur Klärung dieses Sachverhaltes bedarf es weiterer Feldforschungen vor Ort. Unterarten des Großen Chinesischen Maulwurfs sind nicht beschrieben.

## Bedrohung und Schutz
Die Art wird aufgrund des großen Verbreitungsgebietes und der angenommenen großen Bestandszahlen von der IUCN als „nicht gefährdet“ (least concern) gelistet. Zudem wird sie als vergleichsweise tolerant gegenüber Lebensraumveränderungen eingeschätzt, konkrete Bedrohungen für den Bestand sind nicht bekannt. Auch ist unklar, ob der Große Chinesische Maulwurf in Schutzgebieten auftritt. Zur genaueren Beurteilung sind Untersuchungen zur Verbreitung, Populationsdichte und zum biologischen Verhalten notwendig.